# Комітет Верховної Ради України з питань будівництва, містобудування і житлово-комунального господарства
Комітет Верховної Ради України з питань будівництва, містобудування і житлово-комунального господарства — колишній профільний комітет Верховної Ради України.
Створений Постановою Верховної Ради України 4-VI від 04 грудня 2007 р.
До грудня 2014 року мав назву Комітет Верховної Ради України з питань будівництва, містобудування і житлово-комунального господарства та регіональної політики.

## Сфери відання
Комітет здійснює законопроєктну роботу, готує, попередньо розглядає питання, віднесені до повноважень Верховної Ради України, та виконує контрольні функції у таких сферах відання:
- будівництво та архітектура;
- планування та забудова територій;
- земельні відносини (у межах територій забудови);
- житлово-комунальне господарство;
- регіональна політика, економічний розвиток регіонів.

## Склад комітету (VI скликання)
Керівництво:
- Рибак Володимир Васильович — Голова Комітету
- Поляченко Володимир Аврумович — Перший заступник голови Комітету
- Сербін Юрій Сергійович — Заступник голови Комітету
- Деркач Микола Іванович — Заступник голови Комітету
- Лисов Ігор Володимирович — Заступник голови Комітету
- Пудов Борис Миколайович — Секретар Комітету
- Майборода Сергій Федотович — Голова підкомітету з питань будівництва та архітектури
- Шкутяк Зіновій Васильович — Голова підкомітету з питань житлово-комунального господарства
- Одарченко Юрій Віталійович — Голова підкомітету з питань регіональної політики
- Щербань Артем Володимирович — Голова підкомітету з питань планування та забудови території і земельних відносин (у межах територій забудови)

Члени:
- Барвіненко Віталій Дмитрович
- Волинець Євген Валерійович
- Гривковський Вадим Олександрович
- Матчук Віктор Йосипович
- Мхітарян Нвєр Мнацаканович
- Потапчук Микола Леонтійович
- Радовець Арнольд Анатолійович

### Секретаріат
- Манцевич Юрій Миколайович — Завідувач секретаріату

## Склад (VII скликання)[1]
Керівництво:
- Кілінкаров Спірідон Павлович — Голова Комітету
- Вечерко Володимир Миколайович — Перший заступник голови Комітету
- Зубко Геннадій Григорович — Перший заступник голови Комітету
- Андрієвський Дмитро Йосипович — Заступник голови Комітету
- Бобков Олександр Михайлович — Заступник голови Комітету
- Сальдо Володимир Васильович — Заступник голови Комітету
- Іщенко Валерій Олександрович — Заступник голови Комітету
- Чугунніков Віталій Семенович — Секретар Комітету
- Ткачук Геннадій Віталійович — Голова підкомітету з питань будівництва та архітектури
- Продивус Володимир Степанович — Голова підкомітету з питань житлово-комунального господарства
- Любоненко Юрій Вікторович — Голова підкомітету з питань регіональної політики
- Гончаров Сергій Васильович — Голова підкомітету з питань планування та забудови територій і земельних відносин (у межах територій забудови)

Члени:
- Барвіненко Віталій Дмитрович
- Гержов Юрій Іванович
- Марцінків Руслан Романович
- Мхітарян Нвєр Мнацаканович
- Одарченко Юрій Віталійович[2]

## Склад (VIII скликання)[3]
Керівництво:
- голова Комітету — Скуратовський Сергій Іванович
- перший заступник голови Комітету — Андрієвський Дмитро Йосипович
- заступник голови Комітету — Бабак Альона Валеріївна
- заступник голови Комітету — Кодола Олександр Михайлович
- заступник голови Комітету — Сабашук Петро Павлович
- заступник голови Комітету — Шинькович Андрій Васильович
- секретар Комітету — Сташук Віталій Филимонович

Члени:
- Гальченко Андрій Володимирович
- Зубик Володимир Володимирович
- Івахів Степан Петрович
- Марченко Олександр Олександрович
- Ревега Олександр Васильович[4].